# Rošnja
Rošnja – wieś w Słowenii, w gminie Starše. W 2018 roku liczyła 396 mieszkańców.